# Katarzyna Prusik
Katarzyna Prusik (ur. 1971 w Braniewie) – doktor habilitowany, profesor AWFiS w Gdańsku.

## Życiorys
Urodziła się w Braniewie na Warmii w rodzinie Kazimierza i Haliny Bohatyrewiczów. W 1993 ukończyła z wyróżnieniem Akademię Wychowania Fizycznego w Gdańsku. W 2004 obroniła doktorat na tej samej uczelni. W latach 2004–2012 była adiunktem w Katedrze Turystyki i Rekreacji na AWFiS. W latach 2009–2012 była ponadto kierownikiem Zakładu Rekreacji Ruchowej AWFiS. W 2013 uzyskała stopień doktora habilitowanego nauk o kulturze fizycznej i w tym samym roku została zatrudniona na stanowisku profesora nadzwyczajnego. W latach 2013–2019 była kierownikiem Zakładu Biomedycznych Podstaw Zdrowia AWFiS w Gdańsku.
Jest specjalistką sportowej odnowy biologicznej i fizjoterapii, a także instruktorem następujących dyscyplin: pływanie, piłka siatkowa, piłka koszykowa, lekka atletyka, gimnastyka sportowa, rekreacja ruchowa w kajakarstwie oraz fitness, ćwiczenia siłowe, orientacja sportowa. Jest także trenerem międzynarodowym nordic walking.
Jest autorką blisko 200 publikacji naukowych, promotorką wielu prac magisterskich i doktorskich. Wśród osiągnięć sportowych można wymienić mistrzostwo świata w nordic walking w 2009 roku.
Obszar jej zainteresowań naukowych obejmuje problematykę promocji zdrowia, ze szczególnym uwzględnieniem treningu zdrowotnego osób starszych. Oprócz działalności zawodowej angażuje się w dzieło diakonii życia w ramach wspólnoty katolickiego Ruchu Światło-Życie i netporadni „Ja czy Ty”.

## Życie prywatne
Jest zamężna z Krzysztofem Prusikiem, prof. AWFiS. Małżeństwo ma troje dzieci. Zainteresowania: muzyka klasyczna, duchowość, aktywny wypoczynek.